# سموم الستركنين
الستركنين هو قلويد يوجد في بذور جوز مقيء في الهند وشمال أستراليا. هذه المادة يمكنها أن تكون الدواء الذي يعيد الشخص إلى الحياة أو السم الذي يسبب وفاته.
التسمم بالاستركنين هو ظاهرة متكررة في الحيوانات، يتم استخدامة بكثرة كمادة سامة خاصة بشكل طُعم. تأكلها بعض أنواع الحيوانات (خاصة الكلاب والقطط). يُمتص الستركنين بُسرعة من المَعِدة، وخاصة على المَعِدة الفارغة. في غضون العشر دقائق الأولي يشعر الشخص بالإسترخاء. يؤخر الطعام في المَعِدة امتصاصه حوالي ساعة أو ساعتين. الأطفال والأشخاص الذين يعانون من أمراض القلب والكلى حساسون بشكل خاص لهذه المادة - لذا قد يصعب إنقاذهم. يُفرز الستركنين من الجسم عن طريق الكلى، وبُبطء شديد لعدة أيام. وهذا يشكل خطرا إذا حدث تراكم له ويهدد بحدوث مضاعفات لإعراض التسمم.

## كمية التسمم
تبدأ سمية الإستركنين عند 0.005 إلى 0.05 جرام. يتم تكثيف الدم وتفعيل عمل العضلات بحيث يفقد الشخص القدرة على الاسترخاء، تظهر تقلصات فوضوية مع الكثير من التشنجات.

## أعراض التسمم

### المرحلة الأولى
أعراض التسمم بالستركنين في شخص ما تبدأ بألم شديد في جميع العضلات، ثم يحدث شعور بالوخز في الجلد ويحدث ارتعاش للعضلات الصغيرة، وخدر، ويتحسس الشخص علي أدني صوت، وعلى أي ضوء شديد. ومن ثم تبدأالعضلات بالتقلص والتشنج بُعنف، يصبح البلع أمر صعب. ويشعر الشخص المُسمم بالخوف الشديد واليأس.

### المرحلة الثانية
إذا استمر السم في الجسم، يتحول الوخز إلى تشنج مشترك.ويصبح الشخص غير قادر على الاسترخاء العضلات تبدأ بالتقوس، وخاصة الرئيسية منها. الجسم يأخذ شكل قوس بفعل التقوس والتشنج في العضلات. اليدين والقدمين تتصلب مثل العصا. ينطبق الفكين بقوة، ويزرق الوجه ويتوتر، وتتصلب مقل العين بحيث لا يمكنها التحرك، تتورم عروق الرقبة، تترفع درجة الحرارة.
ويرافق كل هذا شعور لا يطاق من الخوف والألم في العضلات. ثم ينتهي ذلك لفتره قصيرة تقرب من دقيقة واحدة، ومن ثم يرجع هذا الشعور مجدداً. مع زيادة فيإمتصاص جرعة السُم، تقصر فترات التوقف بين الألم، حتي يصبح ذلك دائماً.

### المرحلة الثالثة
إذا زادت جرعة الإستركنين في الدم عن 0.05 جرام وما فوق. تزداد التشنجات، تتوقف عضلات الجهاز التنفسي عن الحركة، ويصبح الشخص غير قادر على التنفس، وتتوقف العين عن التحرك، يزداد القلق والتوتر، ويحدث تبول وإخراج للبراز لا إرادي، وإذا لم يُعالج يحدث الاختناق والموت المفاجئ.